# 實川延一郎
實川 延一郞（じつかわ えんいちろう、新字体：実川 延一郎、1875年（明治8年）7月21日 - 1940年（昭和15年）4月10日）は、日本の映画俳優、歌舞伎役者。市川 福甁（いちかわ ふくべ、市川 福瓶）や市川 廣藏（いちかわ ひろぞう、市川 広蔵）を名乗った時期もあった。本名は澤ノ井 增吉（さわのい ますきち、沢ノ井 増吉）。
サイレント映画の時代、尾上松之助の助演者として知られ、フィルムが国の重要文化財に指定された『史劇 楠公訣別』にも出演している俳優である。

## 人物・来歴
1875年（明治8年）7月21日、京都府京都市下京区四条新町東入ル月鉾町に生まれる。本名については、『現代俳優名鑑』（揚幕社）では「澤の井 増吉」、『世界のキネマスター』（報知新聞社）では「澤ノ井 桝吉」としている。
満6歳になる1881年（明治14年）、尾上多見蔵（1800年 - 1886年）の一座に入門、子役として京都四條の北座（1892年廃止）において、『渡海屋』（『義経千本桜』）の安徳君を演じて初舞台を踏む。尋常小学校を卒業後、東京に移り、九代目市川團十郎（1838年 - 1903年）の門下に入り、「市川 福瓶」と名乗る。その後、「市川 廣藏」と改名し、四代目實川延三郎（1864年 - 1905年）の次弟と定められる。
「實川 延一郎」と改め、満36歳になる1911年（明治44年）、京都の横田商会に入社、女形として、同年に公開された『親不知子不知』で映画界にデビューする。1912年（大正元年）9月10日、横田商会は福宝堂、吉澤商店、M・パテー商会との合併で日活になり、横田商会の「法華堂撮影所」は「日活関西撮影所」（通称・日活京都撮影所）と改称し、實川は継続的に同撮影所に所属した。1915年（大正4年）3月に公開された『戸隠山の鬼女』（監督不明）で、實川は1シーンで二役を演じており、これが日本映画初のダブルロールであったとされる。
1916年（大正5年）、日活を退社し、天然色活動写真（天活）に移籍し、東京の鳥越中央劇場を拠点に、連鎖劇に出演した。1916年（大正5年）8月に連鎖劇が禁止になり、實川は舞台での実演を行う俳優となった。のちに映画監督になる伊丹万作は当時、旧制中学校5年生であったが、愛媛県松山市に巡業に来た實川の芝居を見ているという。1920年（大正9年）1月、天活の本社機構と巣鴨撮影所は国際活映（国活）に買収されており、實川は同年、国活が製作したサイレント映画『葵小僧』（監督不明）に主演した記録がある。同年11月、實川は日活関西撮影所に復帰した。以降は、尾上松之助、市川姉蔵の共演者として活躍、女形の時代の終焉を迎えて男役に転向した。1923年（大正12年）に発行された『現代俳優名鑑』（揚幕社）によれば、当時、大谷は京都市下京区安井北門西入ルに住み、身長は5尺5分（約153.0センチメートル）、体重13貫202匁（約49.5キログラム）、妻・長男あり、常用煙草は敷島で、酒は嫌いであるという。
1926年（大正15年）6月、尾上松之助が倒れ、同年9月11日に亡くなって以降は、脇役に回った。満62歳となった1937年（昭和12年）10月14日に公開されたトーキー『水戸黄門廻国記』（監督池田富保）に出演して以降の出演記録がみられず、同年同月に高齢のため引退した。
1940年（昭和15年）4月10日午前2時、老衰のため、京都府京都市の自宅で死去した。満64歳没。
膨大な出演作のうちで現存するものは少ないが、「現存するごく早い時期のオリジナルネガフィルムである可能性が極めて高く貴重なフィルムである」としてフィルムが2010年（平成22年）6月29日付けで国の重要文化財の指定を受けた『史劇 楠公訣別』（『楠公父子訣別の場』） に出演していることがわかっている。

## フィルモグラフィ

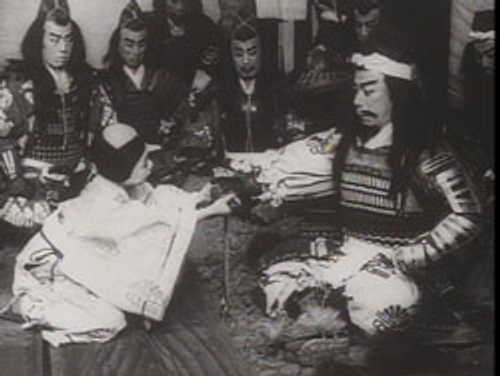
『史劇 楠公訣別』（1921年）出演時、満46歳。奥左が實川、手前右が尾上松之助。

クレジットはすべて「出演」である。公開日の右側には役名、および東京国立近代美術館フィルムセンター（NFC）、マツダ映画社所蔵等の上映用プリントの現存状況についても記す。同センター等に所蔵されていないものは、とくに1940年代以前の作品についてはほぼ現存しないフィルムである。資料によってタイトルの異なるものは併記した。

### 横田商会
すべて製作・配給は「横田商会」、すべてサイレント映画である。
- 『親不知子不知』 : 監督不明、1911年製作・公開 - 映画デビュー作[1]

### 日活関西撮影所
特筆以外すべて製作は「日活関西撮影所」、配給は「日活」、すべてサイレント映画である。
- 『大石内蔵助一代記』 : 監督牧野省三、1913年7月7日公開 - 浅野内匠頭
- 『増補忠臣蔵』 : 監督牧野省三、1913年12月1日公開 - 浅野内匠頭、42分尺で現存（NFC所蔵[6]）

- 『文福茶釜』 : 監督吉山旭光、監督補牧野省三、1915年2月製作・公開
- 『戸隠山の鬼女』 : 監督不明、1915年3月製作・公開 - 二役
- 『女夜叉』 : 監督不明、1915年3月製作・公開
- 『拳骨和尚』 : 監督不明、1915年3月製作・公開
- 『安倍貞任』 : 監督不明、1915年3月製作・公開 - 主演
- 『坂田金時』 : 監督不明、原作吉山旭光、1915年5月製作・公開
- 『黒雲太郎』 : 監督不明、1915年5月製作・公開
- 『吃又平名画助太刀』 : 監督不明、1915年6月製作・公開
- 『曽我兄弟』 : 監督不明、1915年6月製作・公開
- 『紀州竹若丸』 : 監督不明、1915年7月製作・公開
- 『旗本金太』 : 監督不明、1915年7月製作・公開 - 主演
- 『岡山騒動』 : 監督不明、1915年8月製作・公開
- 『高山彦九郎』 : 監督辻吉郎、1915年8月製作・公開
- 『小桜縅』 : 監督不明、脚本吉山旭光、1915年10月製作・公開
- 『宝蔵院覚禅』 : 監督牧野省三、1915年10月製作・公開
- 『戸田新八郎』 : 監督小林弥六、1915年11月製作・公開
- 『加賀刃傷』（『加賀の双傷』） : 監督不明、1915年11月製作・公開
- 『実録忠臣蔵』 : 監督不明、1915年12月31日公開 - 浅野内匠頭
- 『桃山血天井』 : 監督牧野省三、1915年製作・公開

- 『葵小僧』 : 監督不明、製作・配給国際活映、1920年製作・公開 - 主演

- 『忠僕直助』 : 監督不明、1920年12月21日公開
- 『塚原卜伝』 : 監督不明、1921年1月11日公開
- 『野狐三次』 : 監督不明、1921年1月21日公開
- 『怪鼠伝清水冠者義高』（『怪鼠伝』[5]） : 監督不明、1921年1月31日公開
- 『神崎与五郎』 : 監督不明、1921年2月11日公開
- 『加賀騒動』[3]（『加賀の竜虎』[3]『加賀の龍虎』[5]） : 監督不明、1921年2月23日公開
- 『関白秀次』 : 監督不明、1921年3月6日公開
- 『実録忠臣蔵』 : 監督牧野省三、1921年3月10日公開 - 寺坂吉右衛門
- 『三日月次郎吉』 : 監督不明、1921年3月15日公開
- 『白縫譚』 : 監督不明、1921年3月26日公開 - 青柳春之助
- 『崇禅寺馬場仇討』 : 監督不明、1921年4月5日公開
- 『鍋島猫騒動』[3]（『佐賀猫騒動』[3][5]） : 監督不明、1921年4月25日公開
- 『仮名手本忠臣蔵』 : 監督牧野省三、原作竹田出雲、1921年6月9日公開 - 桃井若狭之助
- 『鬼奴半九郎』 : 監督不明、1921年6月25日公開
- 『善悪二人娘』[3]（『善悪二人膳』[3][5]） : 監督不明、1921年7月26日公開
- 『弥次喜多 前篇 善光寺詣りの巻』 : 監督辻吉郎・小林弥六、1921年9月30日公開 - 江藤新十郎、61分尺で現存（NFC所蔵[6]） / 47分尺で現存（日本名作劇場DVD）
- 『水戸黄門 第一篇』 : 監督不明、1921年10月30日公開
- 『幡随院長兵衛』 : 監督不明、1921年12月10日公開
- 『史劇 楠公訣別』（『楠公父子訣別の場』[5]） : 監督不明、1921年12月8日撮影・同年公開 - 17分尺の可燃オリジナルネガが現存・不燃プリント作成（NFC所蔵[14]）

- 『偽大久保』 : 監督不明、1922年3月19日公開 - 一心多助
- 『増補忠臣蔵』 : 監督不明、1922年3月31日公開 - 立花左近
- 『文覚上人』 : 監督不明、1922年6月25日公開 - 亘
- 『中山安兵衛』 : 監督不明、1922年9月10日公開 - 中山安左兵衛
- 『柳生重兵衛漫遊紀』 : 監督不明、1922年10月29日公開 - 大津屋茂平
- 『閻魔の小兵衛』 : 監督不明、1922年11月4日公開 - 閻魔の小兵衛（主演）
- 『石川寅次郎』 : 監督不明、1922年11月11日公開 - 関役人中川金右衛門
- 『真田幸村と大助』 : 監督不明、1922年11月30日公開 - 霧隠才蔵
- 『雷電為右衛門』 : 監督不明、1922年12月21日公開

- 『木下籐吉郎 前篇』 : 監督不明、1923年2月3日公開
- 『木下籐吉郎 後篇』 : 監督不明、1923年2月17日公開
- 『鳩使ひの女』 : 監督辻吉郎、1923年4月25日公開 - 足利高基
- 『小夜の中山夜泣石』 : 監督尾上松之助、1923年6月21日公開 - 主計之介
- 『彦左の恋』 : 監督不明、1923年11月21日公開 - 一心太助

- 『渡し守と武士』 : 監督池田富保、1924年1月7日公開 - 伊予守政盛
- 『燃ゆる渦巻 前篇』（『燃ゆる渦巻 第一篇』[5]） : 監督池田富保、1924年1月7日公開 - 駒井相模守
- 『拳骨と忍術の漫遊』 : 監督築山光吉、1924年1月14日公開 - 霧隠才蔵
- 『富士八郎』 : 監督小林弥六、1924年2月7日公開 - 龍神正五郎
- 『祐天吉松』 : 監督築山光吉、1924年2月10日公開 - 主演
- 『雨の山寺』 : 監督小林弥六、1924年2月24日公開 - 郷虎丸
- 『寿命の火 前篇』 : 監督池田富保、1924年3月1日公開 - 伊勢屋番頭清兵衛
- 『井伊大老と舟大工』 : 監督辻吉郎、1924年3月8日公開
- 『十二刻の間』 : 監督辻吉郎、1924年3月12日公開
- 『燃ゆる渦巻 中篇』（『燃ゆる渦巻 第二篇』[5]） : 監督池田富保、1924年3月14日公開 - 駒井相模守
- 『寿命の火 後篇』 : 監督池田富保、1924年4月3日公開 - 伊勢屋番頭清兵衛
- 『宮本武蔵』[3][5]（『宮本無三四』[3]） : 監督小林弥六、1924年5月8日公開
- 『三日月次郎吉』 : 監督築山光吉、1924年6月12日公開 - 小車源次
- 『燃ゆる渦巻 終篇』（『燃ゆる渦巻 第三篇』[5]） : 監督池田富保、1924年6月14日公開 - 駒井相模守
- 『花の春遠山桜 前後篇』 : 監督辻吉郎、1924年6月19日公開 - 番頭源蔵
- 『二見の仇討』 : 監督小林弥六、1924年6月21日公開 - 五條の国松
- 『燃ゆる渦巻 第四篇』 : 監督池田富保、1924年7月1日公開 - 駒井相模守
- 『鬼作左衛門の娘』 : 監督池田富保、1924年8月1日公開 - 徳川家康
- 『赤垣源蔵』 : 監督辻吉郎、1924年9月1日公開 - 浅野内匠之頭
- 『勤王烈婦 孝女村岡』[3]（『孝女村岡』[5]、改題『幕末巷談 錦の旗挙』[3]） : 監督池田富保、1924年10月5日公開 - 頼三樹三郎
- 『憂国の志士 前篇』 : 監督公木之雄（中村鶴三[5]、つまり尾上松之助）、1924年10月17日公開 - 国主信定公（中立）
- 『憂国の志士 後篇』 : 監督公木之雄（中村鶴三[5]、つまり尾上松之助）、1924年10月24日公開 - 国主信定公（中立）
- 『町人天下』 : 監督築山光吉、1924年11月7日公開 - 石田三成
- 『清水次郎長 後篇』 : 監督辻吉郎、1924年11月13日公開 - 森の石松
- 『南海の哀話』 : 監督辻吉郎、1924年11月20日公開 - 漁師松造
- 『塙の首掛け』 : 監督池田富保、1924年12月25日公開 - 阪田庄三郎（主演）
- 『岩見重太郎』 : 監督池田富保、1924年12月31日公開 - 兄重蔵

- 『熱血の刃』 : 監督辻吉郎、1924年製作・公開
- 『坂崎権十郎』 : 監督辻吉郎、1924年製作・公開 - 坂崎権十郎（主演）
- 『秋月大八郎』 : 監督築山光吉、1924年製作・公開 - 家老岩代監物
- 『白藤権八郎 後篇 剣人の巻』 : 監督池田富保、1925年1月10日公開 - 名主伜久三郎

### 日活京都撮影所第一部

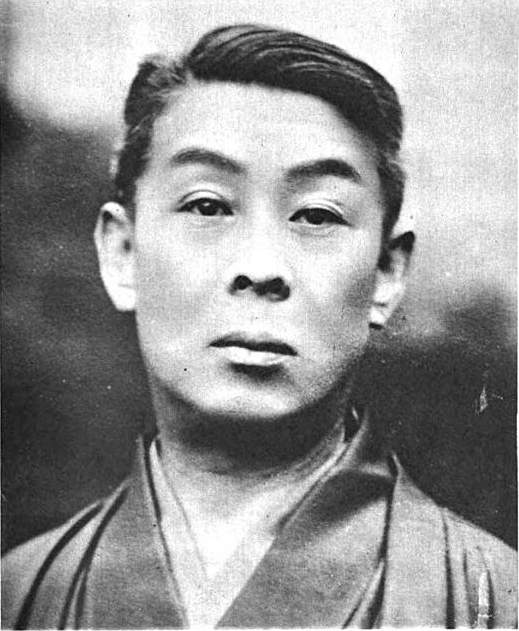
1925年（大正14年）、満50歳ころの写真。

すべて製作は「日活京都撮影所第一部」（時代劇部）、配給は「日活」、すべてサイレント映画である。
- 『涙の捕縄』 : 監督築山光吉、1925年2月1日公開 - 魚屋新六
- 『高阪甚内』 : 監督辻吉郎、1925年2月22日公開 - 宮本武蔵
- 『慕ひ行く影 前篇』 : 監督波多野安正、1925年2月28日公開 - 下僕仙助
- 『義侠の一生』 : 監督辻吉郎（築山光吉[5]）、1924年製作・1925年3月1日公開 - 主演
- 『慕ひ行く影 後篇』 : 監督高橋寿康、1925年3月7日公開 - 下僕仙助
- 『義士銘々伝 間重次郎』 : 監督池田富保、1925年4月3日公開 - 脇坂淡路守
- 『芥川孝子の仇討』 : 監督築山光吉、1925年5月29日公開 - 加藤式部少輔明友（主演）
- 『落花の舞 終篇』 : 監督池田富保、1925年6月19日公開 - 山岡鉄太郎
- 『珍な大名』 : 監督築山光吉、1925年6月26日公開 - 栗野伊賀守・曲芸師 一本竹虎吉（二役・主演）
- 『児來也』 : 監督池田富保、1925年7月14日公開 - 中納言小早川秀秋
- 『新撰組 前篇』 : 監督辻吉郎、1925年8月13日公開 - 天誅組宝田芳太郎
- 『新撰組 後篇』 : 監督辻吉郎、1925年8月20日公開 - 宝田芳太郎
- 『鞍馬天狗 第一篇』（『鞍馬天狗 前篇』[5]） : 監督高橋寿康、1925年8月31日公開 - 天草則武
- 『鞍馬天狗 後篇』[5] : 監督高橋寿康、1925年9月10日公開 - 天草則武
- 『原田甲斐』 : 監督築山光吉、1925年製作・公開 - 伊達綱宗
- 『中山安兵衛 前篇』 : 監督波多野安正、1925年製作・公開 - 若従佐次郎

### 日活大将軍撮影所
すべて製作は「日活大将軍撮影所」（時代劇部）、配給は「日活」、すべてサイレント映画である。
- 『筑波鋭之助』 : 監督小林弥六、1925年9月23日公開 - 筑波鋭之助（主演）
- 『乞食と大名』 : 監督小林弥六、1925年9月30日公開 - 松根備前守
- 『狂へる漂人』 : 監督小林弥六、1925年10月6日公開 - 塩田人夫・浜造（主演）
- 『荒木又右衛門』 : 監督池田富保、1925年11月1日公開 - 本多大内記

- 『地獄に落ちた光秀』（『地獄に墜ちた光秀』[5]） : 監督辻吉郎、1926年1月15日公開 - 織田信長
- 『虚無僧』 : 監督波多野安正、1926年1月22日公開 - 山田三左衛門
- 『佐野鹿十郎』 : 監督辻吉郎、1926年1月22日公開
- 『白井権八』[3][5]（『長兵衛と権八』[5]） : 監督波多野安正、1926年2月3日公開 - 岡田清三郎
- 『尾張三郎丸』 : 監督辻吉郎、1926年2月14日公開 - 兼松又四郎
- 『実録忠臣蔵 天の巻 地の巻 人の巻』 : 監督池田富保、1926年4月1日公開 - 寺阪吉右衛門信行、『忠臣藏 人の巻 地の巻』として20分尺で現存（NFC所蔵[6]）
- 『敵討日月草紙 前篇』 : 監督波多野安正、1926年5月6日公開 - 青木隼人正
- 『敵討日月草紙 後篇』 : 監督波多野安正、1926年5月13日公開 - 青木隼人正
- 『修羅八荒 第四篇 第五篇 最終篇』 : 監督辻吉郎、1926年8月29日公開 - 覚道
- 『だゝっ児羅漢』 : 監督高橋寿康、1926年9月10日公開 - 松平伊豆守
- 『水戸黄門』 : 監督池田富保、補助監督辻吉郎、1926年10月15日公開 - 水ノ谷監物（水谷監物）
- 『鳴門秘帖 第一篇』 : 監督辻吉郎、1926年10月31日公開 - 常木鴻山
- 『憂国の少年』 : 監督波多野安正、1926年11月10日公開 - 中岡慎太郎
- 『修羅王 前後篇』 : 監督池田富保、1926年12月31日公開 - 松川織部正
- 『鳴門秘帖 第二篇』 : 監督辻吉郎、1926年製作・公開 - 常木鴻山

- 『猛焔』 : 監督波多野安正、1927年1月14日公開 - は組頭音五郎
- 『鳴門秘帖 第三篇』 : 監督辻吉郎、1927年2月9日公開 - 常木鴻山
- 『鬼傑の叫び』 : 監督若山治、1927年2月15日公開 - 南部公
- 『恩讐の血煙り』 : 監督吉本清濤、1927年3月23日公開 - 棟梁庄兵衛（主演）
- 『妙法院勘八 前篇』 : 監督辻吉郎、1927年4月1日公開 - 車の善七
- 『妙法院勘八 後篇』 : 監督辻吉郎、1927年4月8日公開 - 車の善七
- 『大久保彦左衛門』 : 監督池田富保、1927年4月15日公開 - 徳野山五兵衛
- 『落城の秋』 : 監督吉本清濤、1927年6月15日公開 - 篠田主膳
- 『馬鹿らしき哉』 : 監督辻吉郎、1927年7月8日公開
- 『地雷火組 第一篇』 : 監督池田富保、1927年7月14日公開 - 来島又兵衛
- 『地雷火組 第二篇』 : 監督池田富保、1927年7月22日公開 - 来島又兵衛
- 『鳴門秘帖 第四・五篇』 : 監督辻吉郎、1927年製作・公開 - 常木鴻山
- 『鳴門秘帖 第六篇』 : 監督辻吉郎、1927年7月31日公開 - 常木鴻山
- 『忠次旅日記 信州血笑篇』 : 監督伊藤大輔、1927年8月14日公開 - 御室の勘助、一部が発掘・復元し『忠次旅日記 御用篇』とあわせて107分尺で現存（NFC所蔵[15]）
- 『増補改訂忠臣蔵 天の巻 地の巻 人の巻』 : 監督池田富保、1927年9月1日公開 - 寺坂吉右衛門信行
- 『砂繪呪縛 第一篇』 : 監督高橋寿康、1927年9月8日公開 - 間部詮房（老中）
- 『鳴門秘帖 最終篇』 : 監督辻吉郎、1927年9月15日公開 - 常木鴻山

### 日活太秦撮影所

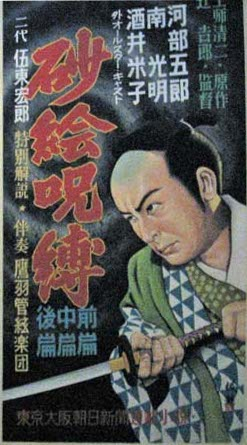
『砂繪呪縛』（1927年）公開時のポスター。

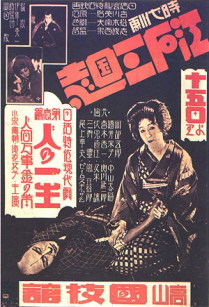
『江戸三国志』（1928年）公開時のポスター、實川の名が確認できる。

特筆以外はすべて製作は「日活太秦撮影所」、配給は「日活」、特筆以外はすべてサイレント映画である。
- 『建国史 尊王攘夷』 : 監督池田富保、1927年10月1日公開 - 岩瀬肥後守、100分尺で現存（日本名作劇場DVD）
- 『砂繪呪縛 第二篇』 : 監督高橋寿康、1927年11月3日公開 - 間部詮房（老中）
- 『槍供養』 : 監督辻吉郎、1927年12月1日公開 - 其の用人（用人・嘉藤左兵衛）、17分尺で現存（NFC所蔵[6]）
- 『砂繪呪縛 完結篇』 : 監督高橋寿康、1927年12月15日公開 - 天目党盟主間部詮房
- 『弥次㐂多 尊王の巻』 : 監督池田富保、1927年12月31日公開 - 春河金平、12分尺で現存（マツダ映画社所蔵[13]・デジタルミームDVD）

- 『坂本龍馬』 : 監督清瀬英次郎、1928年1月7日公開 - 千葉周作
- 『弥次㐂多 韋駄天の巻』 : 監督池田富保、1928年1月14日公開 - 春河金平
- 『怨讐の旅へ』 : 監督辻吉郎、1928年1月21日公開 - 相模屋三左衛門
- 『弥次㐂多 伏見鳥羽の巻』 : 監督池田富保、1928年2月1日公開 - 春河金平、8分尺で現存（マツダ映画社所蔵[13]・デジタルミームDVD）
- 『千姫』 : 監督辻吉郎、1928年2月15日公開 - 将軍秀忠
- 『江戸三国志 第一篇』 : 監督志波西果、1928年3月1日公開 - 早川勘解由
- 『血煙高田馬場』 : 監督伊藤大輔、1928年3月15日公開 - 萱野六郎左衛門、6分尺で現存（マツダ映画社所蔵[13]）
- 『讐侠』（『雙侠』[5]） : 監督高橋寿康、1928年3月25日公開
- 『続水戸黄門』 : 監督池田富保、1928年4月15日公開 - 家老寺田作之進、24分尺で現存（日本名作劇場DVD）
- 『江戸三国志 第二篇』 : 監督志波西果、1928年5月5日公開 - 早川勘解由
- 『新版大岡政談 第一篇』 : 監督伊藤大輔、1928年5月31日公開 - 森徹馬
- 『新版大岡政談 第二篇』 : 監督伊藤大輔、1928年6月8日公開 - 森徹馬
- 『江藤新平』 : 監督志波西果、1928年6月21日公開 - 中井老人
- 『江戸三国志 第三篇』 : 監督志波西果、1928年8月3日公開 - 早川勘解由
- 『新版大岡政談 第三篇 解決篇』（『新版 大岡政談 解決篇』[5]） : 監督伊藤大輔、1928年8月17日公開 - 得印兼光
- 『維新の京洛 竜の巻 虎の巻』 : 監督池田富保、1928年9月27日公開 - 来島又兵衛
- 『清水次郎長 第二篇 血苦笑篇』 : 監督辻吉郎、1928年10月19日公開 - 和田島太左衛門
- 『剣乱の森』 : 監督渡辺邦男、1928年11月25日公開 - 進藤源吾
- 『不破数右衛門』 : 監督池田富保、1928年11月30日公開 - 大石内蔵之助
- 『落花剣光録 第一篇』 : 監督清瀬英次郎、1928年12月13日公開 - 山岡舟俊
- 『天野屋利兵衛』 : 監督池田富保、1928年12月31日公開 - 義助

- 『松平長七郎』 : 監督高橋寿康、1929年1月7日公開 - 庄兵衛
- 『原田甲斐』 : 監督辻吉郎、1929年1月14日公開 - 伊達安芸
- 『落花剣光録 第二篇』 : 監督清瀬英次郎、1929年1月20日公開 - 山岡舟俊
- 『遠山桜金さん奉行』 : 監督渡辺邦男、1929年2月8日公開 - 父親・金左衛門
- 『英傑秀吉』 : 監督池田富保、1929年3月31日公開 - 紺屋久右衛門
- 『落花剣光録 第三篇』 : 監督清瀬英次郎、1929年5月3日公開 - 山岡舟俊
- 『研辰膝栗毛』 : 監督仏生寺弥作、1929年5月20日公開 - 比良井市右衛門
- 『沓掛時次郎』 : 監督辻吉郎、1929年6月14日公開 - 中ノ川玉五郎
- 『蜂須賀小六 第一篇 長江半之丞の巻』 : 監督高橋寿康、1929年8月1日公開 - 川狩久兵衛
- 『蜂須賀小六 第二篇 坂田小平次の巻』 : 監督高橋寿康、1929年9月1日公開 - 川狩久兵衛
- 『修羅城 水星篇 火星篇』 : 監督池田富保、1929年10月1日公開 - 酒井佐衛門尉
- 『謎の人形師』 : 監督志波西果、1929年10月31日公開 - 弥伝次の伯父
- 『赤穂浪士 第一篇 堀田隼人の巻』 : 監督志波西果、1929年11月9日公開 - 大石の下僕八助
- 『真剣勝負』 : 監督由川正和、1929年11月16日公開 - その父・家老新藤勇左衛門
- 『浪人昇天』 : 監督渡辺新太郎、製作・配給帝国キネマ演芸、1929年12月4日公開 - 主演
- 『鮫鞘』 : 監督稲垣浩、製作片岡千恵蔵プロダクション、1929年12月25日公開 - 栗沢忠正

- 『千丈の紅恋』 : 監督仏生寺弥作、1930年2月14日公開 - その父・権次
- 『維新暗流史 第一篇』 : 監督辻吉郎、1930年2月28日公開 - 旅芝居の座敷・市川団五郎
- 『鬼子と母神』 : 監督仏生寺弥作、1930年3月15日公開 - 金杉家仲間・市助
- 『元禄快挙 大忠臣蔵 天変の巻 地動の巻』 : 監督池田富保、1930年4月1日公開 - 茅野三郎右衛門、1分尺の断片が現存（NFC所蔵[6]）
- 『腕一本』 : 監督渡辺邦男、1930年5月1日公開 - 伊平
- 『剣戟から生れた金色夜叉』 : 監督森本登良男、製作市川百々之助プロダクション、1930年5月17日公開
- 『渦潮』 : 監督稲垣浩、製作片岡千恵蔵プロダクション、1930年6月14日公開 - 父丈右衛門
- 『源氏小僧出現』 : 監督伊丹万作、製作片岡千恵蔵プロダクション、1930年8月1日公開 - 上州屋吉兵衛
- 『鬼鹿毛若衆』 : 監督池田富保、1930年8月15日公開 - 平井庄左衛門
- 『股旅しぐれ』 : 監督辻吉朗（辻吉郎）、1930年9月5日公開 - 高畑銀三
- 『諧謔三浪士』 : 監督稲垣浩、製作片岡千恵蔵プロダクション、1930年9月19日公開 - 川村六郎左衛門、66分尺で現存（NFC所蔵[6]）
- 『酒中浪人』 : 監督益田晴夫、1930年9月26日公開 - 老僕・伊助
- 『逃げ行く小伝次』 : 監督伊丹万作、製作片岡千恵蔵プロダクション、1930年10月10日公開 - 武家の隠居
- 『湖畔の盗賊』 : 監督清瀬英次郎、製作片岡千恵蔵プロダクション、1930年10月24日公開 - 次郎助
- 『猿飛佐助 恋愛篇』 : 監督岡田敬、1930年11月28日公開 - 山中の老人
- 『忠直卿行状記』 : 監督池田富保、製作片岡千恵蔵プロダクション、1930年12月5日公開 - 小山丹後
- 『小櫻金五郎』 : 監督深川ひさし、1930年12月24日公開 - 橘川八左衛門
- 『旅姿上州訛』 : 監督伊藤大輔、1930年12月31日公開 - 百姓・喜右衛門（百姓・喜左衛門[5]）

- 『御存知源氏小僧』 : 監督伊丹万作、製作片岡千恵蔵プロダクション、1931年1月15日公開 - 上州屋吉兵衛
- 『恩愛五十両』 : 監督稲垣浩、1931年1月30日公開 - 宇兵衛
- 『女狼』 : 監督深川ひさし、1931年2月6日公開 - 土手中和泉守
- 『刃影悲帖』 : 監督仏生寺弥作、1931年2月6日公開 - 舅・森川右馬丞
- 『江戸っ子市場』 : 監督清瀬英次郎、1931年3月13日公開 - 長三郎の父親
- 『侍ニッポン 前篇』 : 監督伊藤大輔、1931年4月8日公開 - 広博庵
- 『侍ニッポン 後篇』 : 監督伊藤大輔、1931年4月15日公開 - 広博庵
- 『元禄十三年』 : 監督稲垣浩、製作片岡千恵蔵プロダクション、1931年5月1日公開 - 多胡外記
- 『荒木又右衛門』 : 監督辻吉郎、1931年5月15日公開 - 荒尾志摩
- 『快侠金忠輔 前篇』 : 監督振津嵐峡、製作片岡千恵蔵プロダクション、1931年5月29日公開 - 曽根三左衛門
- 『快侠金忠輔 中篇・後篇』 : 監督振津嵐峡、製作片岡千恵蔵プロダクション、1931年6月5日公開 - 曽根三左衛門
- 『怪盗石川五右衛門』（『石川五右衛門』[5]） : 監督仏生寺弥作、1931年7月8日公開 - 豊臣秀吉
- 『男達ばやり』 : 監督稲垣浩、製作片岡千恵蔵プロダクション、1931年7月14日公開 - 老人六兵衛、80分尺で現存（NFC所蔵[6]）
- 『新釈高田の馬場』 : 監督辻吉朗、1931年7月31日公開 - 菅野六郎右衛門
- 『源太時雨 前篇』 : 監督清瀬英次郎、1931年9月3日公開 - 矢切の伝右衛門
- 『源太時雨 後篇』 : 監督清瀬英次郎、1931年9月10日公開 - 矢切の伝右衛門
- 『殉教血史 日本二十六聖人』 : 監督池田富保、1931年10月1日公開 - 豊臣秀吉、96分尺で現存（NFC所蔵[6]）
- 『新釈 弁天小僧』 : 監督清瀬英次郎、1931年11月20日公開 - 浜松屋幸兵衛
- 『水野十郎左衛門』 : 監督清瀬英次郎、製作片岡千恵蔵プロダクション、1931年12月31日公開 - 加賀爪甲斐守

- 『鬼奴岡田良助』 : 監督池田富保、1932年1月29日公開 - 坂部勇次郎
- 『紅涙坂下御門』 : 監督渡辺邦男、1932年2月5日公開 - 老職多井
- 『田原坂最後の偵察』 : 監督深川ひさし、1932年2月18日公開 - 父
- 『明治元年』 : 監督伊藤大輔、1932年5月13日公開 - 炭焼爺
- 『沓掛時次郎』 : 監督辻吉朗、トーキー、1932年5月20日公開 - 中ノ川玉五郎
- 『冷飯十万石』 : 監督池田富保、1932年5月27日公開 - 松平越後守忠朝
- 『闇討渡世』 : 監督伊丹万作、製作片岡千恵蔵プロダクション、1932年6月3日公開 - 矢田部庄左衛門
- 『木曽路の鴉』 : 監督清瀬英次郎、1932年7月8日公開 - その父弥次五郎
- 『春秋上州路』 : 監督益田晴夫、1932年8月18日公開 - 喜造
- 『香椎の馬方』 : 監督岡田敬、1932年9月8日公開 - 東山左膳
- 『三萬兩五十三次 前篇 江戸明暗篇』 : 監督辻吉朗、1932年10月27日公開 - 五兵衛
- 『煩悩秘文書 流星篇』 : 監督渡辺邦男、1932年12月1日公開 - 伴大之亟
- 『煩悩秘文書 剣光篇』 : 監督渡辺邦男、1932年12月31日公開 - 伴大之亟

- 『煩悩秘文書 解脱篇』 : 監督渡辺邦男、1933年1月5日公開 - 伴大之亟
- 『刺青奇偶』 : 監督伊丹万作、製作片岡千恵蔵プロダクション、1933年1月14日公開 - 半太郎の父
- 『長脇差風景』 : 監督犬塚稔、1933年2月15日公開 - 川股金次郎
- 『盤嶽の一生』 : 監督山中貞雄、1933年6月15日公開 - 親父
- 『龍造寺大助』 : 監督荒井良平、1933年7月1日公開 - 父・主膳
- 『三萬両五十三次 中篇 道中活殺篇』（『三万両五十三次 道中活殺篇』） : 監督清瀬英次郎、1933年7月6日公開 - 和泉屋番頭五兵衛
- 『さむらひ仁義』[5]（『武士仁義』[3]） : 監督滝沢英輔、1933年7月7日公開 - 酒場の主人
- 『三萬両五十三次 後篇 京洛解決篇』（『三万両五十三次 京洛解決篇』） : 監督清瀬英次郎、1933年7月13日公開 - 五兵衛
- 『峠三里』 : 監督犬塚稔、1933年8月17日公開 - 仏の惣兵衛
- 『子別れ笠』 : 監督辻吉朗、1933年9月7日公開 - 亭主甚兵衛
- 『武士道くづれ雁』 : 監督荒井良平、1933年10月26日公開 - 父勘十郎
- 『丹下左膳 第一篇』 : 監督伊藤大輔、1933年11月15日公開 - 安積玄心斎、65分尺で現存（NFC所蔵[6]）
- 『赤垣源蔵と堀部安兵衛』 : 監督清瀬英次郎、1933年11月22日公開 - 堀部彌兵衛
- 『濡れ烏』 : 監督渡辺邦男、1933年12月8日公開 - 百姓・仁七
- 『弥次喜多 江戸の巻』 : 監督清瀬英次郎、トーキー、1933年12月31日公開 - 山城屋庄右衛門

- 『弥次喜多 箱根の巻 富士の巻』 : 監督清瀬英次郎、トーキー、1934年1月14日公開
- 『丹下左膳 剣戟の巻』（『丹下左膳 第二篇 剣戟の巻』） : 監督伊藤大輔、トーキー、1934年3月29日公開 - 安積玄心斎

### 日活京都撮影所
特筆以外はすべて製作は「日活京都撮影所」、配給は「日活」、特筆以外はすべてサイレント映画である。
- 『忠臣蔵 刃傷篇 復讐篇』 : 監督伊藤大輔、応援監督伊丹万作・尾崎純、トーキー、1934年5月17日公開 - 小野寺十内
- 『すてうり勘兵衛』 : 監督清瀬英次郎、1934年6月7日公開 - 郷一貫斉（郷一言斎[5]）
- 『へり下りの利七』 : 監督尾崎純、1934年8月8日公開 - 父・長右衛門
- 『平太郎剣法』 : 監督犬塚稔、1934年9月14日公開 - 原田新左衛門
- 『流星』 : 監督西原孝、1934年9月24日公開 - 安西老人
- 『佐渡情話』 : 監督池田富保、1934年10月4日公開、浪曲発声版・同年12月6日公開 - 近所の親父治助

- 『渡鳥信州路』（『渡り鳥信州路』[5]） : 監督尾崎純、1935年2月7日公開 - 磯路の嘉兵衛
- 『風流深編笠』 : 監督辻吉朗、製作日活太秦撮影所、1935年2月21日公開 - 与茂作（百姓・與茂作[5]）
- 『武士道うらおもて』 : 監督八森重芳、1935年3月21日公開 - お由の父
- 『髑髏飛脚』 : 監督志波西果、製作太秦発声映画、トーキー、1935年5月27日公開 - 旗本老武士
- 『無宿旅合羽』 : 監督菅沼完二、1935年6月22日公開 - 堀村の勘右衛門
- 『関口弥太郎』 : 監督尾形十三男、サウンド版、1935年10月24日公開

- 『銘刀安綱の行衛 前篇』 : 監督久見田喬二、1936年3月5日公開 - 丹後屋丹右衛門
- 『銘刀安綱の行衛 後篇』 : 監督久見田喬二、1936年4月8日公開 - 丹後屋丹右衛門
- 『大菩薩峠 鈴鹿山の巻 壬生島原の巻』 : 監督稲垣浩、トーキー、1936年4月15日公開、1分尺の断片が現存（NFC所蔵[6]）
- 『栗山大膳』 : 監督池田富保、トーキー、1936年11月12日公開 - 野村太郎兵衛
- 『振袖姿弁天小僧』 : 監督久見田喬二、トーキー、1936年11月26日公開 - 小妻の父
- 『堀部安兵衛』 : 監督益田晴夫、製作太秦発声映画、トーキー、1936年12月17日公開 - 菅野六郎左衛門

- 『丹下左膳 愛憎魔剣篇』 : 監督渡辺邦男、トーキー、1937年4月1日公開 - 一風宗匠
- 『丹下左膳 完結咆哮篇』 : 監督渡辺邦男、トーキー、1937年4月30日公開 - 一風宗匠
- 『八丁浜太郎』 : 監督益田晴夫、トーキー、1937年9月9日公開 - 惣兵衛
- 『水戸黄門廻国記』 : 監督池田富保、トーキー、1937年10月14日公開 - 茂七爺